# Baiyin
Baiyin (chiń. 白银; pinyin Báiyín) – miasto o statusie prefektury miejskiej w Chinach, w prowincji Gansu. W 2010 roku liczba mieszkańców miasta wynosiła 197 082. Prefektura miejska w 1999 roku liczyła 1 716 777 mieszkańców.

## Podział administracyjny
Prefektura miejska Baiyin podzielona jest na:
- dzielnicę: Baiyin,
- 4 powiaty: Pingchuan, Jingyuan, Huining, Jingtai.